# Donata Columbro
Donata Columbro (5 maggio 1984) è una giornalista italiana specializzata nella divulgazione della cultura statistica, in data journalism e nel femminismo dei dati.
Tiene la rubrica Data Storie su La Stampa e collabora con L’Essenziale, giornale che si occupa di Italia a cura della redazione di Internazionale e Uppa magazine, rivista edita dalla casa editrice Un pediatra per amico. Ha fondato e diretto la Dataninja School, piattaforma di formazione online per imparare a comunicare con i dati.
Nel 2021 pubblica Ti spiego il dato per Quinto Quarto Edizioni, che riceve buone recensioni da parte della stampa nazionale. Nel 2022 pubblica Dentro l'algoritmo, per effequ e nel 2024 Quando i dati discriminano. Bias e pregiudizi in grafici, statistiche e algoritmi per la casa editrice Il Margine.
Nel mese di settembre 2025 è prevista la pubblicazione del suo quarto libro Perché contare i femminicidi è un atto politico per la casa editrice Feltrinelli.
Insegna Data Visualization allo IULM di Milano e Data Storytelling all'Università della Svizzera italiana a Lugano.

## Opere
- Donata Columbro, Ti spiego il dato, Faenza, Quinto Quarto, 2021.
- Donata Columbro, Dentro l'algoritmo, Firenze, effequ, 2022.
- Donata Columbro, Quando i dati discriminano. Bias e pregiudizi in grafici, statistiche e algoritmi, Trento, Il Margine, 2024.